# ATP Champions Tour
ATP Champions Tour je tenisko natjecanje namijenjeno bivšim teniskim profesionalcima. Na turnirima se okupljaju mnogi od najvećih tenisača u povijesti, a natjecanja se organiziraju u raznim gradovima diljem svijeta.
Da bi igrač mogao sudjelovati na ovoj turneji, mora biti u godini svog 35. rođendana ili u mirovini od ATP World Toura dvije ili više godina. Svaki igrač mora biti ili s popisa igrača koji su bili broj jedan na ATP ljestvici, finalist Grand Slam turnira, ili igrač u pojedinačnoj konkurenciji pobjedničkog Davis Kup tima. Svaki turnir također može pozvati dva igrača po vlastitom izboru po principu pozivnica.
Tour se obično sastoji od oko 10 turnira koji se igraju diljem svijeta, a godine završava "AEGON Masters" turnirom koji se održava u Royal Albert Hallu u Londonu.
Turniri se obično igraju tijekom četiri dana, a na njima sudjeluje osam igrača koji se natječu po formatu svatko sa svakim, pod uvjetom da svaki igrač odigra minimalno tri meča.
Igrači su podjeljeni u dvije grupe po četiri sudionika. Pobjednici grupa igraju u finalu, dok drugoplasirani iz obje grupe razigravaju za treće i četvrto mjesto. Mečevi se igraju u tri seta, na način da se odlučujući set igra u formi tzv. Pobjedničkog tie-breaka. 
Bodovi se raspodjeljuju na sljedeći način: 
- Pobjednik: 400 bodova
- Finalist: 300 bodova
- Trećeplasirani: 200 bodova
- Četvrtoplasirani: 150 bodova
- plasman od 5. – 6. mjesta: 80 bodova
- plasman od 7. – 8.mjesta: 60 bodova.

Poznati igrači koji sudjeluju na turnirima: John McEnroe, Björn Borg, Mats Wilander, Henri Leconte, Pete Sampras, Mansour Bahrami, Tim Henman, Stefan Edberg, Boris Becker, Jim Courier, Thomas Muster, Marcelo Ríos, Goran Ivanišević, Jevgenij Kafeljnikov, Patrick Rafter, Ivan Lendl, Carlos Moyá, Jimmy Connors.

## Broj 1 na kraju godine
| Godina | Igrač                |
| ------ | -------------------- |
| 1998.  | John McEnroe         |
| 1999.  | John McEnroe (2)     |
| 2000.  | John McEnroe (3)     |
| 2001.  | John McEnroe (4)     |
| 2002.  | Petr Korda           |
| 2003.  | John McEnroe (5)     |
| 2004.  | Jim Courier          |
| 2005.  | Goran Ivanišević     |
| 2006.  | Marcelo Ríos         |
| 2007.  | Sergi Bruguera       |
| 2008.  | Goran Ivanišević (2) |
| 2009.  | Thomas Enqvist       |
| 2010.  | Thomas Enqvist (2)   |
| 2011.  | Carlos Moyá          |

## Vanjska poveznica
- Službena stranica